# Lobbing polityczny
Lobbing polityczny, zwany także rzecznictwem interesów (z ang. advocacy) – pojęcie opisujące działania zgodne z prawem, zmierzające do wywarcia wpływu na organy decyzyjne w państwie (w szczególności legislatywę, egzekutywę lub władze samorządowe) w celu uzyskania korzystnej decyzji. Przez lobbing polityczny rozumie się także pewien układ powiązań instytucjonalnych, które służą dostarczaniu rzetelnych informacji przydatnych w procesie tworzenia i stosowania prawa.
Definicje lobbingu politycznego są odmienne w zależności od dziedziny nauki badającej to zjawisko.

## Lobbing polityczny w naukach społecznych
W naukach społecznych (politologia, socjologia) lobbing polityczny wiąże się z działalnością grup interesów wywierających wpływ na proces decyzyjny w państwie. Wśród odmian lobbingu wyróżnia się:
1. lobbing ad hoc – występuje, gdy rzecznictwo interesów stanowi działalność sporadyczną, podejmowaną w związku z konkretną sprawą, przez osobę prywatną lub organizację, która zajmuje się lobbingiem przy okazji wypełniania swoich podstawowych zadań statutowych.
2. „Dziki” lobbing – uprawiają go indywidualni „załatwiacze” lub grupy interesu wykorzystujące różne środki nacisku. Często wywodzą się oni z kręgu byłych decydentów, którym pozostały kontakty w świecie polityki i wykorzystują je dla uzyskania własnych korzyści majątkowych. Podmioty uprawiające tę odmianę lobbingu często stosują działania nieetyczne (pozyskują poparcie decydentów poprzez nierzetelne informacje lub stosowanie zachęt materialnych tj. korupcja, usługi wymienne, itp.). Jednym z najgłośniejszych przypadków takiego lobbingu stała się tzw. afera żelatynowa, która zapoczątkowała nowa falę dyskusji na temat ustawowej regulacji tej sfery życia społecznego w Polsce.
3. Lobbing profesjonalny – w odróżnieniu od dwóch wyżej wymienionych form lobbingu, lobbing profesjonalny przejawia się w wykorzystaniu strategii i technik działania opartych m.in. na marketingu. Osoby uprawiające ten rodzaj lobbingu uczyniły z tego swój zawód. Ten rodzaj rzecznictwa interesów występuje w kilku formach:
- działalność wyspecjalizowanych firm lobbingowych i konsultingowych;
- agencje public relations;
- wyodrębnione komórki przedsiębiorstw;
- lobbing instytucjonalny organizacji gospodarczych.

Profesjonalny lobbing oprócz kontaktów bazuje na racjonalnej, popartej faktami argumentacji. Prawidłowo prowadzony, powinien polegać na profesjonalne zbieranie informacji, analizy i badania. Chcąc wywrzeć wpływ na decydentach, przygotowuje się plan działań lobbingowych w oparciu o następujące etapy:
a) Monitoring oraz zbieranie informacji o sytuacji wyjściowej 
Ten etap polega na śledzeniu zmian prawnych w konkretnej branży, sektorze lub biznesie. Na tym etapie powinny zostać uwzględnione działania pozostałych podmiotów dążących do zmiany danego prawa oraz reprezentowanych przez nich kierunków zmian. Należy również spojrzeć na główne siły polityczne oraz instytucje publiczne w ramach danej polityki oraz dokonać przeglądu prasy w poszukiwaniu proponowanych zmian prawnych.
b) Analiza – oznacza zdefiniowanie potencjalnych skutków proponowanych zmian prawnych Ocena intencji twórców zmian i regulacji prawnych umożliwia określenie potencjalnych skutków nowelizacji prawnych. Na tym etapie następuje zatem ocena, czy dany podmiot, którego nowe regulacje miałyby dotyczyć, jest przygotowany na nadchodzące zmiany i czy będą one stanowić dla niego istotne zagrożenie. Następnie przewiduje się, jakie będą kolejne kroki legislacyjne oraz co można zrobić, aby, w ramach danej zmiany prawa, zbudować przewagę dla danego podmiotu.
c) Określenie kierunku i sposobu działania 
Następnie, po stworzeniu strategii działania (określeniu ewentualnych zagrożeń i znalezieniu ewentualnych rozwiązań), należy przystąpić do ich realizacji. Istotne jest wypracowanie własnego stanowiska i jasne jego sformułowanie w materiałach informacyjnych, które zostaną wręczone decydentom. Należy również zadbać o możliwość przedstawienia swoich racji i stanowiska w danej sprawie.
d) Działania informacyjne i edukacyjne 
Bardzo istotne jest zarówno prowadzenie działań informacyjnych, jak i edukacja oraz pozostawanie w ciągłym kontakcie z ważnymi decydentami.

## Lobbing w naukach prawnych
Nauki prawne kładą nacisk na zgodność podejmowanych działań z prawem oraz na regulacji prawnej lobbingu. Działalność lobbingowa wymaga uprzedniej rejestracji oraz składania regularnych sprawozdań z działalności, w których lobbiści wykazują wydatki poniesione na swoją działalność, jej adresatów, zastosowane metody oraz osiągnięte rezultaty. Rejestr lobbistów oraz sprawozdania są jawne. Lobbing może być podejmowany wyłącznie za wynagrodzeniem i w interesie osób trzecich. Zleceniodawcą lobbingu są na ogół, choć nie tylko, grupy interesów. Działalność wykonywana bez wynagrodzenia i we własnym interesie to wykonywanie obywatelskiego prawa petycji lub w przypadku takich grup interesów jak stowarzyszenia branżowe lub związki zawodowe – realizacja prawa do konsultowania projektów aktów prawnych przez branżowe reprezentacje interesów. Większość działań określanych przez politologów, socjologów, specjalistów public relations czy dziennikarze jako lobbing, nie spełnia wymienionych przesłanek i nie jest przez naukę prawa w ogóle uważane za lobbing.

## Regulacja prawna lobbingu na świecie
Pierwsze regulacje prawne lobbingu pojawiają się w Stanach Zjednoczonych, gdzie początkowo zakazano lobbingu i karano jego uprawianie grzywną lub pozbawieniem wolności (Konstytucja stanu Georgia z 1877, Konstytucja stanu Kalifornia z 1879 r.). Pierwsza szczątkowa regulacja prawna zezwalająca na prowadzenie działalności lobbingowej pod warunkiem rejestracji i złożenia sprawozdania z działalności została uchwalona w stanie Massachusetts w 1890 r. Pierwsza ustawowa regulacja lobbingu Federal Regulation of Lobbying Act pochodzi z 1946 r. W 1995 została zastąpiona przez Lobbying Disclosure Act. Do dziś ustawowe regulacje lobbingu posiadają jedynie kilka państw na świecie: Filipiny (1957), Kanada (1988), Stany Zjednoczone (1995), Gruzja (1998), Litwa (2000), Peru (2003), Polska (2005) i Węgry (2006). Ponadto wszystkie stany Stanów Zjednoczonych oraz prowincje Kanady posiadają odrębne regulacje ustawowe lobbingu. Spotyka się także regulacje szczątkowe lobbingu zawarte w regulaminach izb parlamentu (m.in. Austria, Brazylia, Kanada, Norwegia, Polska, USA, Walonia (Belgia), Węgry, Parlament Europejski) oraz aktach prawnych niższej rangi.

## Początki lobbingu na świecie
Lobbing istnieje, odkąd powstały pierwsze państwa i ich organy decyzyjne. Wśród najstarszych, znanych przykładów lobbingu politycznego wymienia się działalność retorów i demagogów w starożytnej Grecji. Badacze dopatrują się lobbingowej gry interesów w działalności średniowiecznego kościoła katolickiego, szczególnie dyplomatów, prawników i dworzan kościelnej proweniencji. Wpływowi mieszczanie i ich organizacje: gildie, cechy i hanza często korzystały z usług zawodowych lobbystów. Za autorów nowoczesnych, wolnych od korupcji, metod prowadzenia działalności lobbingowej, w części wykorzystywanych do dzisiaj, uchodzą kwakrzy.
Istotny wpływ na rozwój nowoczesnych technik lobbystycznych (wykorzystanie gazet i druków ulotnych, pamiętników, manifestów, analiz teoretycznych, drukowanych mów retorycznych, a także lobbingu zagranicznego) wywarła rewolucja francuska.

## Historia lobbingu w Polsce
Początki zawodowego rzecznictwa interesów w Polsce sięgają XVI w. Do pierwszych polskich lobbistów zalicza się rzeczników reprezentujących interesy miast (tzw. ablegaci lub internuncjusze) oraz gmin żydowskich (tzw. sztadlanie), którzy uczestnicząc nieoficjalnie w obradach sejmików szlacheckich lub sejmów walnych, wywierali wpływ na podejmowane decyzje.
Najbardziej zaawansowana pod względem stosowanych metod i najbardziej skuteczna polska grupa lobbingowa działała w latach 1834–1857 przy brytyjskiej Izbie Gmin w interesie polskiej emigracji popowstaniowej. Grupa ta składała się z przedstawicieli polskiej arystokracji (m.in.: książę Adam Czartoryski, hrabia Aleksander Colonna-Walewski, hrabia Władysław Zamoyski, Julian Ursyn Niemcewicz). Udało się jej zdobyć wiele korzystnych dla polskich emigrantów rozstrzygnięć, w tym wymierną pomoc finansową ze strony państwa brytyjskiego.

## Regulacja lobbingu w Polsce
Ustawa o działalności lobbingowej w procesie stanowienia prawa (Dz.U. z 2025 r. poz. 677) została uchwalona 7 lipca 2005 roku, a weszła w życie 7 marca 2006 roku. Jest to regulacja szczątkowa, która obejmuje wyłącznie ustawy i rozporządzenia ministrów, Prezesa Rady Ministrów i Rady Ministrów. Lobbista jest zobowiązany wyłącznie do rejestracji. Polska ustawa nie przewiduje składania przez lobbistów sprawozdań, a obowiązek sprawozdawczy nałożyła na adresatów lobbingu, czyli organy państwa. Jednocześnie lobbiści otrzymali szerokie uprawnienia, jak możliwość wykonywania swojej działalności w siedzibie urzędu obsługującego organ władzy publicznej. Ustawa jest powszechnie krytykowana jako niespełniająca swojej roli i fasadowa. Ponadto, w ustawie uregulowano zagadnienia niezwiązane wprost z lobbingiem, a dotyczące: zasady jawności procesu tworzenia prawa (obowiązkowe programy prac legislacyjnych publikowane przez Radę Ministrów i poszczególnych ministrów), środków antykorupcyjnych, czy realizacji obywatelskiego prawa petycji do władz (wysłuchanie publiczne). 1 kwietnia 2009 roku weszła w życie pierwsza nowelizacja ustawy lobbingowej dokonana przy okazji nowelizacji ustawy o Radzie Ministrów. Miała ona charakter marginalny (wynikała z wprowadzenia instytucji „założeń projektu ustawy”).